# Kaii Higashiyama
Kaii Higashiyama (jap. 東山 魁夷 Higashiyama Kaii), właśc. Shinkichi Higashiyama (jap. 東山 新吉 Higashiyama Shinkichi); ur. 8 lipca 1908 w Jokohamie, zm. 6 maja 1999 w Chibie – japoński malarz.

## Życiorys
Od 1926 do 1931 roku uczył się w Tokijskiej Szkole Sztuk Pięknych, gdzie jego nauczycielami byli Tomone Kobori, Gyokudō Kawai i Eikyū Matsuoka. W latach 1933–1935 studiował w Niemczech. Tworzył nawiązujące do klasycznego stylu japońskiego malarstwo pejzażowe, dekorując parawany byōbu i przesuwne panele fusuma. Wykonał malowidła ścienne dla świątyni Tōshōdai-ji w Narze i dla Pałacu Cesarskiego w Tokio.
W 1965 roku został przyjęty na członka Japońskiej Akademii Sztuki (Nihon Geijutsu-in). Został odznaczony Orderem Kultury (1969) oraz orderem Pour le Mérite (1984).